# 서외항
서외항은 전라남도 여수시 돌산읍 군내리, 돌산도 섬에 있는 어항이다. 2007년 8월 8일 어촌정주어항으로 지정하여 관리하고 있다. 시설관리자는 여수시장이다.

## 어항 구역
- 수역: 북위 34° 36′53″, 동경 127° 43′07″의 지점에서 S55°W방향으로 60m점과 이점에서 S방향으로 170m점과 이점에서 E방향으로 110m점과 이점에서 S30°E방향으로 30m점과 이점에서 N60°E방향으로 육지부를 연결하는 선을 따라 형성된 공유수면[1]

## 어항 시설
- 방파제 119m, 선착장 101m, 부잔교 1

## 기본 계획
- 방파제 209m, 선착장 99m, 부잔교 1[1]

## 정비계획
- 방파제 90m, 선착장 -2m[2]

## 주요 어종
- 우럭, 참돔, 감성돔